# 周少雄 (足球运动员)
周少雄（1935年1月15日—），綽號「大喪」，香港足球運動員，司職前鋒。職業生涯主要於港甲九巴、元朗度過。

## 生平
他國際賽為中華民國上陣，並代表中華民國參加1958年亞洲運動會、1960年夏季奧林匹克運動會、1966年亞洲運動會等賽事，在1958年亞洲運動會準決賽上接獲隊友莫振華的傳球頭槌攻入致勝球，協助球隊擊敗印尼進入決賽並獲得該屆賽事金牌。